# Stenotothorax nevadensis
Stenotothorax nevadensis är en skalbaggsart som beskrevs av Horn 1870. Stenotothorax nevadensis ingår i släktet Stenotothorax och familjen Aphodiidae. Inga underarter finns listade i Catalogue of Life.